# Уолтем-Форест
Лондонский боро Уолтем-Форест (англ. London Borough of Waltham Forest) — один из 32 лондонских боро, часть так называемого «Внешнего Лондона» — территории, не входившей до 1965 года в Графство Лондон. Площадь — 38,82 км². Исторически территория боро относится к графству Эссекс.

## История
Район был образован 1 апреля 1965 года объединением районов Чингфорд, Лейтон и Уолтемстоу.

## Население
По данным переписи 2011 года население боро Уолтем-Форест составляет 259 700 человек, из них 21,3 % составили дети (до 15 лет), 67,1 % лица трудоспособного возраста (от 16 до 64 лет) и 11,6 % лица пожилого возраста (от 65 лет и выше).

### Этнический состав
Основные этнические группы, согласно переписи 2011 года:
52,1 % — белые, в том числе 36,0 % — белые британцы, 1,5 % — белые ирландцы, 0,1 — ирландские путешественники и 14,5 % — другие белые (поляки, русские, португальцы, греки-киприоты, итальянцы, боснийцы, сербы, южноафриканцы);
15,5 % — выходцы из Южной Азии, в том числе 10,2 % — пакистанцы, 3,5 % — индийцы и 1,8 % — бенгальцы;
1,0 % — китайцы;
4,5 % — другие азиаты (турки, турки-киприоты, афганцы);
17,4 % — чёрные, в том числе 7,3 % — чёрные африканцы (сомалийцы, нигерийцы, ганцы, суахили), 7,3 % — чёрные карибцы (ямайцы, доминиканцы) и 2,8 % — другие чёрные;
1,5 % — арабы;
3,7 % — метисы, в том числе 1,8 % — чёрные карибцы, смешавшиеся с белыми, 1,0 % — азиаты, смешавшиеся с белыми, 0,9 % — чёрные африканцы, смешавшиеся с белыми и 1,0 % — другие метисы;
2,6 % — другие (алжирцы, марокканцы).

### Религия
Статистические данные по религии в боро Уолтем-Форест на 2011 год:
| Религия      | Уолтем-Форест % | Лондон % | Англия % |
| ------------ | --------------- | -------- | -------- |
| Христианство | 48,4            | 48,4     | 59,4     |
| Ислам        | 21,9            | 12,4     | 5,0      |
| Индуизм      | 2,3             | 5,0      | 1,5      |
| Буддизм      | 0,8             | 1,0      | 0,5      |
| Сикхизм      | 0,5             | 1,5      | 0,8      |
| Иудаизм      | 0,5             | 1,8      | 0,5      |
| Другие       | 0,4             | 0,6      | 0,4      |
| Нет религии  | 18,0            | 20,7     | 24,7     |
| Не указана   | 7,3             | 8,5      | 7,2      |

## Транспорт
По территории Уолтем-Фореста проходят линии Виктория и Центральная Лондонского метрополитена, а также линии Госпел-Ок — Баркинг и Ливерпул-Стрит — Чингфорд Лондонской надземки.

## Спорт
В боро базируется футбольный клуб Лейтон Ориент, играющий в Первой Футбольной лиге Англии, третьей по значимости футбольной лиге Англии.